# Iso Suksineva-Ahvenjärvenneva-Turvakonneva
Iso Suksineva-Ahvenjärvenneva-Turvakonneva este o arie protejată (arie specială de conservare — SAC, sit de importanță comunitară — SCI) din Finlanda întinsă pe o suprafață de 476 ha, integral pe uscat.

## Localizare
Centrul sitului Iso Suksineva-Ahvenjärvenneva-Turvakonneva este situat la coordonatele 64°10′23″N 26°16′00″E / 64.1731°N 26.2667°E.

## Înființare
Situl Iso Suksineva-Ahvenjärvenneva-Turvakonneva a fost declarat sit de importanță comunitară în august 1998 pentru a proteja un număr necunoscut de specii din flora spontană și fauna sălbatică aflate în arealul zonei. Situl a fost protejat și ca arie specială de conservare în aprilie 2015.

## Biodiversitate
Situată în ecoregiunea boreală, aria protejată conține 3 habitate naturale: Lacuri și iazuri distrofice naturale, Turbării Aapa, Mlaștini împădurite.
La baza desemnării sitului se află un număr nedeclarat de specii protejate.